# Jean de La Forest (abbé)
Pour les articles homonymes, voir Jean de La Forest.
Jean de La Forest, né vers 1467 et mort après le mois de mai 1537 à Nantua, est un religieux et un conseiller auprès du duc de Savoie de la fin du XVe siècle et du début du siècle suivant, issu de la famille de La Forest.

## Biographie

### Origines
Jean de La Forest semble naître vers l'année 1467,. Il est issu de la issu de la famille noble de La Forest, originaire du Petit-Bugey. Il est le fils d'Hugues de La Forest, branche de Rossillon, seigneur du Cuchet, et de Jeline/Geline de Césarges,,.
Hugues de La Forest est maître d'hôtel auprès du duc de Savoie,,, et gouverneur de Nice. Son frère aîné, Guillaume, succède à leur père.

### Formation
Le 17 novembre 1481, le pape Sixte IV lui accorde un canonicat avec expectative d'un bénéfice à Genève et à Mâcon,. Deux ans plus tard, au mois de juin, il est curé de la paroisse de Saint-Gervais,, relevant de la cité de Genève. Le 1er juillet, il obtient un
canonicat à la cathédrale de cette même cité.
Il entame des études à Paris et obtient son doctorat en droit,.

### Carrière ecclésiastique
Le 3 janvier 1493, il est admis dans les ordres et la prêtrise, et il porte les titres de clerc du diocèse de Belley, docteur ès décrets, prévôt de Verceil et
protonotaire apostolique,,. 
Peu de temps après, en 1496, il est nommé doyen de la Sainte-Chapelle de Chambéry,. Il reste en charge jusqu'en 1498,.
Il est obtient plusieurs bénéfices en obtenant la commende des prieurés de Nantua (1502 à 1538 selon la Helvetia Sacra, ou 1502-1536, 1505-1538 selon le DHS, tandis que Dubois donnait 1510) et de Payerne (1514-1536/38),, avec les prieurés dépendants de Bassins, Baulmes et Prévessin. À Saint-Pierre de Nantua, il succède à son oncle, Pierre IV de La Forest, sous le nom de Jean V. Introducteur du style Renaissance, il fait notamment construire une chapelle funéraire avec des vitraux et placée sous le patronage de Notre‑Dame‑de‑Pitié (depuis dédiée à Sainte-Anne).
Il est doyen de la collégiale de Chambéry, de 1503 à 1536.
Administrateur, il est nommé prévôt commendataire du Grand-Saint-Bernard, le 27 février 1510,. Il résigne librement sa charge, en 1524, en faveur de son neveu, Philibert de la Forest,. L'antipape Clément VII confirme cette succession. Jean de La Forest continue toutefois d'administrer la prévôté jusqu'en 1538,a.
Il est nommé[Quand ?] abbé de Saint-Just de Suse,.
On le retrouve chantre de la cathédrale de Vienne.

### Carrière politique
Parallèlement à sa carrière ecclésiastique, proche de la maison de Savoie, il est nommé conseiller et grand aumônier du duc Charles II (dit également Charles III), dans la première décennie du XVIe siècle. Il se trouve aux côtés du duc, lors du couronnement de Charles Quint, le 24 février 1530, à Bologne.
Selon la notice du Dictionnaire historique de la Suisse, il est le représentant du duc de Savoie en Suisse. Il œuvre également pour le rapprochement du roi de France, François Ier, avec les Confédérés. En 1536, il reçoit, à Nantua, le roi de France.

## Mort et testament
Sa mort n'est pas connue. Il teste cependant le 22 mai 1537. Son corps est inhumé à Nantua.
Il a un fils illégitime, Benoît, né vers 1533/1534. A 19 ans, il obtient la prévôté du Grand-Saint-Bernard, succédant à son oncle Philibert de la Forest, qui résigne en sa faveur,. Le pape Jules III valide cette nommination, en 1552, et produit une dispense pour l’irrégularité de sa naissance.

## Armes
Les armes de Jean de La Forest sont présentes sur son sceau. Elles étaient également présents sur une ancienne fresque au Séminaire d'Aoste, depuis disparues.
Elles se se blasonne ainsi : de sinople à la bande d'or frétée de gueules et accompagnée en chef d'un croissant d'argent. Le croissant est une brisure portée par la branche de possédant la seigneurie de Barre.